# 알파제로
알파제로(AlphaZero)는 인간이 이룩한 지식의 도움 없이 독학으로 바둑, 체스, 쇼기(일본 장기) 등을 독파한 구글의 인공지능(AI)이다. 구글 딥마인드의 최고경영자(CEO)인 데미스 허사비스 등의 13명의 연구자들이 논문 <자가학습을 통해 체스, 쇼기, 바둑을 마스터할 수 있는 범용 강화학습 알고리즘>을 과학 학술지 《사이언스》2018년 12월 7일자에 발표하면서 알파 제로의 등장을 알렸다.
알파 제로는 기보(바둑이나 장기를 둔 내용의 기록) 학습 없이 알파고(AlphaGo)를 상대로 전승을 거둔 알파고 제로(AlphaGo Zero)의 범용 버전으로, 명칭에서 바둑을 뜻하는 고(GO)를 빼 범용 인공지능임을 표시했다. 게임 법칙만 알면 모든 보드게임을 익힐 수 있어 바둑에 특화된 알파고를 압도한다고 평가된다. 알파제로는 2016년 체스 AI 챔피언인 스톡피시를 4시간 만에, 2017년 쇼기 AI 챔피언 엘모를 2시간 만에 꺾었다. 스톡피시와 엘모는 입력된 빅데이터를 기반으로 최적의 수를 검색하는 반면, 알파 제로는 인간의 두뇌처럼 심층신경망 기술을 통해 데이터를 스스로 학습하고 승률을 높이는 좋은 수를 찾아낸다. 바둑에서도 이세돌 9단과 대국을 벌였던 알파고 리(Lee)를 이겼고, 30시간 만에 알파고 제로도 추월하는 성능을 가졌다.

## 같이 보기
- 알파고
- 알파폴드